# Allsvenskan 1983
L'edizione 1983 del campionato di calcio svedese (Allsvenskan) vide la vittoria finale dell'IFK Göteborg.
Capocannoniere del torneo fu Thomas Ahlström (Elfsborg), con 16 reti.

## Classifica finale
|    | Classifica   | G  | V  | N  | P  | GF | GS | Diff | Punti |
| -- | ------------ | -- | -- | -- | -- | -- | -- | ---- | ----- |
| 1  | AIK          | 22 | 13 | 6  | 3  | 37 | 12 | +25  | 32    |
| 2  | Malmö FF     | 22 | 12 | 5  | 5  | 46 | 30 | +16  | 29    |
| 3  | IFK Göteborg | 22 | 11 | 5  | 6  | 35 | 19 | +16  | 27    |
| 4  | Öster        | 22 | 10 | 7  | 5  | 32 | 18 | +14  | 27    |
| 5  | Hammarby     | 22 | 10 | 5  | 7  | 41 | 32 | +9   | 25    |
| 6  | Halmstad     | 22 | 10 | 5  | 7  | 32 | 34 | -2   | 25    |
| 7  | Elfsborg     | 22 | 7  | 9  | 6  | 31 | 31 | +0   | 23    |
| 8  | Örgryte      | 22 | 6  | 10 | 6  | 34 | 26 | +8   | 22    |
| 9  | Brage        | 22 | 5  | 6  | 11 | 21 | 40 | -19  | 16    |
| 10 | Gefle        | 22 | 4  | 5  | 13 | 21 | 37 | -16  | 13    |
| 11 | Mjällby      | 22 | 3  | 7  | 12 | 18 | 44 | -26  | 13    |
| 12 | Häcken       | 22 | 2  | 8  | 12 | 16 | 41 | -25  | 12    |

## Fase finale

### Quarti di finale
| Elfsborg | 1 – 2 e 2 – 4 | IFK Göteborg |

| Hammarby IF | 2 – 5 e 1 – 1 | AIK |

| Örgryte IS | 0 – 1 e 0 – 3 | Östers IF |

| Halmstads BK | 1 – 2 e 0 – 6 | Malmö FF |

### Semifinali
| Östers IF | 1 – 0 e 1 – 1 | Malmö FF |

| IFK Göteborg | 3 – 0 e 0 – 2 | AIK |

### Finale
| Östers IF | 1 – 1 e 0 – 3 | IFK Göteborg |

## Verdetti
- IFK Göteborg campione di Svezia 1983.
- Mjällby AIF e BK Häcken retrocesse in Division 2.